# Резня в Базеле
Базельская резня (нем. Basler Judenpogrom) — резня еврейской общины в Базеле в январе 1349 года. Являлась примером преследования евреев во время Чёрной Смерти. По оценкам, от 50 до 70 евреев были убиты путем сожжения.

## Предыстория
В конце XII — начале XIII века в Базеле образовалась еврейская община, мигрировавшая из Рейнской области. Синагога и еврейское кладбище существовали за пределами городских стен в XIII веке.
С распространением «Черной смерти» начались погромы, вызванные слухами об отравлении колодцев евреями. Уже на Рождество 1348 года, прежде чем чума достигла Базеля, еврейское кладбище было разрушено, и многие евреи бежали из города. В январе 1349 года состоялась встреча епископа Страсбургского с представителями городов Страсбург, Фрайбург и Базель для координации их политики перед лицом нарастающей волны нападений на евреев в регионе, которые номинально находились под защитой империи.

## Погром
Погром был совершен разгневанной толпой и не был юридически санкционирован городским советом или епископом. Толпа захватила всех оставшихся в городе евреев и заперла их в деревянной хижине, которую они построили на острове на Рейне (местонахождение этого острова неизвестно, возможно, он находился недалеко от устья Бирсига, ныне заасфальтированного). Хижину подожгли, а запертых в ней евреев сожгли заживо или задушили.
Число жертв от 300 до 600 человек, упоминаемое в средневековых источниках, не заслуживает доверия; вся община евреев в городе в то время, вероятно, насчитывала порядка 100 человек, и многие из них спаслись бы перед лицом преследований в предыдущие недели. Число жертв от 50 до 70, как полагают современные историки, вполне правдоподобно. Еврейских детей, по-видимому, пощадили, но они были насильственно крещены и помещены в монастыри. По-видимому, многие взрослые евреи также были спасены, потому что они приняли обращение.
Аналогичные погромы произошли во Фрайбурге 30 января и в Страсбурге 14 февраля. Бойня произошла ещё до того, как Чёрная Смерть добралась до города. Когда он наконец вспыхнул в апреле-мае 1349 года, обращенных евреев все ещё обвиняли в отравлении колодцев. Они были обвинены и частично казнены, частично изгнаны.

## Последующая история еврейской общины
После изгнания евреев в 1349 году Базель публично постановил не допускать евреев обратно в город по крайней мере в течение 200 лет. Однако менее чем через 15 лет, после катастрофического землетрясения 1356 года, евреям было разрешено вернуться, и к 1365 году существование еврейской общины было задокументировано. По оценкам, к 1370 году она насчитывала около 150 человек (из общей численности населения около 8000 человек). Община была вновь распущена в 1397 году по невыясненным причинам. Оказывается, на этот раз евреи покинули город добровольно, и, несмотря на попытки городского совета удержать их, двинулся на восток, на территорию Габсбургов, возможно, опасаясь новых преследований перед лицом нового климата антииудейских настроений, развивающихся в Эльзасе в 1390-х годах. На этот раз распад еврейской общины был длительным, и современная еврейская община в Базеле была основана только спустя более четырёх столетий, в 1805 году.